# Corporación de Empresas Nacionales
La Corporación de Empresas Nacionales (CEN) fue un ente público argentino de carácter autárquico, dependiente del Ministerio de Economía, que agrupó, supervisó y coordinó a todas las empresas públicas del país. Fue creado por ley n.º 20 558 en 1974, durante la tercera presidencia de Juan Domingo Perón, y disuelta por ley n.º 21 801 en 1978, durante el autoproclamado «Proceso de Reorganización Nacional».
En su ley de creación quedó establecido que la Corporación estaría integrada por el ministro de Economía en carácter de presidente y dos vocales, uno nombrado por la Confederación General del Trabajo y otro por la Confederación General Económica —fundada por José Ber Gelbard, entonces titular de Economía—. Quedaron bajo su conducción, según la ley n.º 20 558, «todas las empresas en las cuales el Estado tenga propiedad absoluta, mayoría de capital accionario y administre o controle por aplicación de regímenes legales vigentes o que se establezcan». En un anexo se detallaron las empresas que pasaban en ese momento a conformar la CEN, como Yacimientos Petrolíferos Fiscales, Gas del Estado, Aerolíneas Argentinas, Ferrocarriles Argentinos, Agua y Energía Eléctrica y ENTel. El artículo 8 de la ley n.º 20 705 de Sociedades del Estado confirmó que formaban parte de la Corporación de Empresas Nacionales «los certificados representativos de las participaciones del Estado nacional en las sociedades del Estado».
Dentro de la Corporación existía una Sindicatura General que tenía la función colectiva de síndico definida por la ley n.º 19 550 de Sociedades Comerciales, en particular la supervisión de los actos de las empresas dependientes de ella y el control de la legalidad de sus actos. Tenía la potestad para examinar o intervenir la memoria, balance y cuenta de ganancias y pérdidas, así como sus planes de acción y presupuesto. Tras la disolución de la CEN esta función fue asumida por la Sindicatura General de Empresas Públicas (SiGEP).